# いまざきいつき
いまざき いつき（11月4日 - ）は、日本の男性アニメーター、キャラクターデザイナー、アニメ演出家、アニメ監督、漫画家。

## 人物
1980年代後半から伊魔崎 斎（読みは同じ）、RAGE（れいじ）、帝留丸（ているがん）というペンネームで同人誌や成人向け漫画などを描いており、途中からアニメーターへとシフトした。デビューしてしばらくの間は「伊魔崎斎」名義でクレジットされていたが、途中から現在の平仮名表記で統一した。ごくまれに楳図薫（ばいとくん、バイト君という意味）という名義も使用する。
2004年頃、アニメーター業を一時的に辞めて、小説を書きためていた時期があったものの、再びアニメ業界へと復帰した。アニメーターの山下将仁を敬愛しており、その影響は作風にも色濃く出ている。炎や爆発など、いわゆるエフェクトを描くことに長けており、『D.Gray-man』『風のスティグマ』などエフェクトが多く使用される作品でその腕をふるっている。同じアニメーターの小島大和とは友人関係。
また、USENの無料動画配信サービスGyaOにて配信予定のホラーオムニバスアニメーション『喪え系』も制作中（現在は一時凍結中）である。2007年からはアニメーターを募ってスタジオ（イマスタ）を新たに興したり、初音ミクなどを使用した音楽制作の趣味からインディーズレーベル「まぼしレコーズ」を立ち上げたりするなど、新しいことにも意欲的に挑戦している。
2010年末より、漫画作成ツール『コミPo!』による作品発表に注力するようになり、アニメーターと漫画家の経験を活かした構成と演出による高品質の作品群が高く評価されている。また、2011年2月には、公式に『コミPo!』の開発に参加することを表明している。

## 主な作品

### テレビアニメ
1991年
- ゲッターロボ號（原画）
- 機甲警察メタルジャック（原画）

1993年
- スワットカッツ（OP・#1原画）

1997年
- HARELUYA II BØY（絵コンテ・演出・作画監督#15）

1998年
- Weiß kreuz（作画監督・原画）

1999年
- メダロット（原画#48）

2000年
- うちゅう人 田中太郎（原画）
- マシュランボー（原画#27・31）
- 忍たま乱太郎（原画）
- トランスフォーマー（原画）

2001年
- コスモウォーリアー零（コンテ、演出）
- しあわせソウのオコジョさん（2001年 - 2002年、絵コンテ、演出）

2002年
- 灰羽連盟（演出・原画）
- 真・女神転生Dチルドレン ライト&ダーク（絵コンテ、演出、作画監督、OP原画）

2003年
- MOUSE（OP原画）
- ダイバージェンス・イヴ（絵コンテ、演出、原画、公式サイト日記イラスト）

2004年
- みさきクロニクル（絵コンテ、演出、作監、原画、第二原画、サブキャラデザ、小説本文イラスト、コンプティーク連載マンガ原作）
- 蒼穹のファフナー（原画）
- 月は東に日は西に 〜Operation Sanctuary〜（原画）
- Wind -a breath of heart-（演出・作画監督・原画）

2005年
- ああっ女神さまっ（演出）※楳図薫名義
- こみっくパーティーRevolution（絵コンテ、演出）

2006年
- ラブゲッCHU 〜ミラクル声優白書〜（絵コンテ、演出、原画）※楳図薫名義
- D.Gray-man（2006年 - 2008年、絵コンテ、原画、第2期OP原画）
- ヤマトナデシコ七変化♥（2006年 - 2007年、原画）

2007年
- 天元突破グレンラガン（原画）
- 魔法少女リリカルなのはStrikerS（原画）
- 桃華月憚（演出、原画）
- 風のスティグマ（演出、作画監督、原画）
- おねがいマイメロディ すっきり♪（原画）
- しおんの王（2007年 - 2008年、演出、作画監督、作画監督補佐、原画#21・22）※#21演出・原画は楳図薫名義

2008年
- ドルアーガの塔 〜the Aegis of URUK〜（#1原画）
- ヴァンパイア騎士シリーズ
  - ヴァンパイア騎士（#9原画演出・OP原画）
  - ヴァンパイア騎士 Guilty（#9演出）

- Mission-E（OP作画監督、原画）
- 鉄腕バーディー DECODE（#5原画）

2010年
- れでぃ×ばと!（#2原画）
- 鋼の錬金術師 FULLMETAL ALCHEMIST（#55原画）

2011年
- Rio RainbowGate!（#2絵コンテ）
- スーパーロボット大戦OG -ジ・インスペクター-（#19メカニック作画監督）
- リングにかけろ1 世界大会編（絵コンテ、原画）

2012年
- 黒子のバスケ（#9演出、#9原画）
- 輪廻のラグランジェ season2（#10絵コンテ）

2013年
- あいまいみー（監督・脚本・演出・キャラクターデザイン）
- D.C.III 〜ダ・カーポIII〜（#11作画監督）
- 絶対防衛レヴィアタン（#5演出）
- スパロウズホテル (#7～ 監督・キャラクターデザイン、脚本など)
- リコーダーとランドセル ミ☆（監督・脚本・絵コンテなど）

2014年
- あいまいみー -妄想カタストロフ-（監督・脚本・演出・キャラクターデザイン・作画監督）
- ストレンジ・プラス（OPアニメーション、#3演出・作画監督）
- 旦那が何を言っているかわからない件（#11絵コンテ・演出・作画監督・原画・サブタイトル題字）

2015年
- 旦那が何を言っているかわからない件 2スレ目（#8脚本・絵コンテ・演出・作画監督・原画・動画・エンディングアニメーション）
- おくさまが生徒会長!（#4脚本・絵コンテ・演出）
- 不思議なソメラちゃん（監督・キャラクターデザイン）

2016年
- 魔装学園H×H（#4演出）

2017年
- あいまいみー〜Surgical Friends〜（監督）
- AKIBA'S TRIP -THE ANIMATION-（OP原画）

2018年
- かくりよの宿飯（#6絵コンテ・演出）

2019年
- 可愛ければ変態でも好きになってくれますか?（監督・#1絵コンテ・演出）

2020年
- 遊☆戯☆王SEVENS（絵コンテ・演出）

2021年
- バトルアスリーテス大運動会 ReSTART!（#11絵コンテ・演出）

2023年
- 人間不信の冒険者たちが世界を救うようです（監督・シリーズ構成）
- デッドマウント・デスプレイ（演出）

### 劇場アニメ
1999年
- ガンドレス（原画手伝い）

2001年
- ONE PIECE ねじまき島の冒険（原画）

2002年
- 爆転シュート ベイブレード THE MOVIE 激闘!!タカオVS大地（演出・原画）

2004年
- 映画 犬夜叉 紅蓮の蓬莱島（原画）

2010年
- ブレイク ブレイド（原画）

### OVA
1990年
- ガルフォース地球章1（原画）
- ガイアース（レイアウト#1）

1993年
- THE八犬伝 〜新章〜（#1原画）
- 心をはぐくむ名作アニメシリーズ 三つのお願い（キャラクターデザイン・絵コンテ・作画監督）

1997年
- 淫魔大都市III〜BEAST CITY〜（キャラクターデザイン・絵コンテ・作画監督）※18禁

1998年
- ショーヨノイド真琴ちゃんI（総監督・脚本・キャラクターデザイン・作画監督）※18禁
- ショーヨノイド真琴ちゃんII（総監督・脚本・キャラクターデザイン・作画監督）※18禁
- 交淫天使〜背徳のリセエンヌ〜（総監督・脚本・キャラクターデザイン・作画監督）※18禁

2003年
- サクラ大戦 エコール・ド・巴里（原画）

2004年
- サクラ大戦 ル・ヌーヴォー・巴里（原画）

2010年
- うる星やつら ザ・障害物水泳大会（原画）
- らんま1/2 悪夢!春眠香（原画）
- 変ゼミ（原画）

2014年
- ランス01 光をもとめて THE ANIMATION（ピクセルアニメーション）
- 新・聖ヤリマン学園援交日記 THE ANIMATION（アニメーションスタジオ・セブン）※Qurare名義

### ゲーム
- シルヴィアーナ MSX2版（1989年、キャラクターデザイン、原画、グラフィック）
- オーロラクエスト おたくの星座　IN ANOTHER WORLD（1993年、PCエンジンSUPER CD-ROM²、原画）
- 制服伝説プリティ・ファイターX（1995年）

### 漫画
- タンポポ茶でチョメしましょ
- 遊撃クラブおとめ組
- ドキドキおとめ専科（再販時にカバーイラスト変更あり）
- ガラクタ屋のかたつむりサラダ（アンソロジー、表紙ほか）
- ニア・デス
- ウィザード・フォース white site 、red site（全２巻）

### その他
- 喪え系（監督・企画・脚本・作画・編集・音楽）※制作一時凍結中